# Perigracilia delicata
Perigracilia delicata är en skalbaggsart som beskrevs av Knull 1942. Perigracilia delicata ingår i släktet Perigracilia och familjen långhorningar. Inga underarter finns listade i Catalogue of Life.